# Andymori
andymori (яп. andymori) — японський музичний гурт. Andymori — незалежна j-rock команда, сформована в 2007-му році. Ім'я гурту утворено від злиття Енді Ворхол (культова персона в історії поп-арт-руху) і «memento mori» (від лат. Пам'ятай про смерть).
Спочатку виступали наживо в Токіо. Першою великою подією став виступ на «Fuji Rock Festival» в 2008-му році. У жовтні того ж року випустили свій перший мініальбом アンディ と ロック と ベンガル トラ と ウィスキー (Andy To Rock To Bengal Tora To Whisky) на лейблі YOUTH RECORDS. Потім послідував синґл «Andymori», випущений в лютому 2009-ґо. «Follow Me» був обраний як Сингл Тижня iTunes.
У 2009-му група виступала на багатьох великих літніх фестивалях, таких як «Rock in Japan» і «Summer Sonic». У жовтні вони взяли участь у записі триб'ют-альбому групи Quruli (くるり), яка відзначала своє 10-тиріччя.
У 2010-му «andymori» випустили свій другий альбом ファンファーレ と 熱狂 (Fanfare To Nekkyou). У щоденних чартах альбомів Oricon цей альбом піднімався як мінімум до 9-ґо місця. Ще до випуску альбому andymori були обрані iTunes Japan як найпрогресивніші виконавці «Sound of 2010», а їх відео «Follow Me» номінували на премію Найкращого Нового Виконавця (Best New Artist award) в Space Shower Music Video Awards 2010.

## Учасники гурту
- Сохей Оямада (яп. 小 山田 壮 平/Sōhei Oyamada) — (вокал, гітара)
- Хіросі Фудзівара (яп. 藤原 寛/Hiroshi Fujiwara) — (бас-гітара)
- Кендзі Окаяма (яп. 冈山 健 二/Kenji Okayama) — (ударні)

### Колишні учасники
- Хірокі Гото (яп. 后 藤 大树/Hiroki Gotō) — (ударні)